# Era da Bola Morta

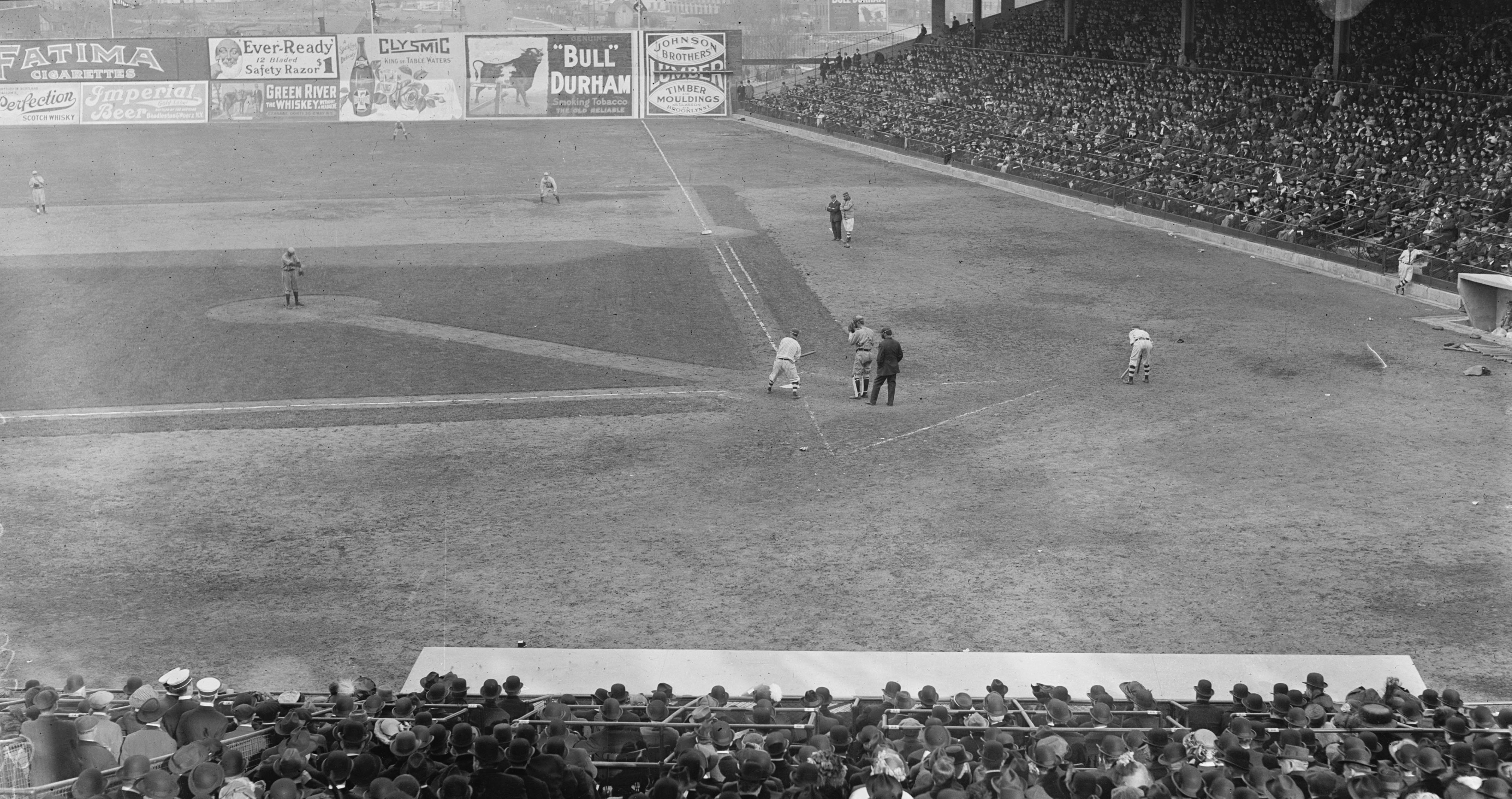
Ebbets Field em 1913

A Era da Bola Morta (Dead Ball Era) é um termo no beisebol que descreve o período entre 1900 e a emersão de Babe Ruth como um rebatedor de potência em 1919. Naquele ano, Ruth rebateu um então recorde na carreira de 29 home runs, um feito espetacular à época.
A Era da Bola Morta se refere a um período no beisebol caracterizado por jogos de placar baixo e carência de home runs. A menor média de corridas na história da MLB foi em 1908, quando apenas 3,4 corridas eram anotadas por jogo. Uma ideia errada sobre a Era da Bola Morta é de que ela se deveu inteiramente a uma escassez de home runs. Porém, home runs também eram raros nos anos 1890 — uma década de grande anotação de corridas.
Com a emersão de Babe Ruth, o jogo voltou a ter emoção, estádios lotados e home runs. Ruth acabou estimulando o nascimento de uma nova era no beisebol, que tornou-se um dos esportes preferidos dos americanos, fazendo história no bastão, jogando principalmente pelo New York Yankees.